# 아이나르스 코발스
아이나르스 코발스(라트비아어: Ainārs Kovals, 1981년 11월 21일~)는 라트비아의 전직 육상 선수로 주 종목은 창던지기이다. 2008년 하계 올림픽 남자 창던지기 종목에서 86.64m의 개인 최고 기록으로 은메달을 획득했다.

## 개인사
2010년에 창던지기 선수 신타 오졸리나와 결혼하여 아들인 마르쿠스를 낳았으나 이혼했다.